# Rhinacanthus ndorensis
Rhinacanthus ndorensis är en akantusväxtart som beskrevs av Georg August Schweinfurth och Adolf Engler. Rhinacanthus ndorensis ingår i släktet Rhinacanthus och familjen akantusväxter. Inga underarter finns listade i Catalogue of Life.